# 総社市立総社中学校
総社市立総社中学校（そうじゃしりつ そうじゃちゅうがっこう）は、岡山県総社市秦にある公立中学校。

## 沿革
《主要な出典：》
- 1962年（昭和37年）
  - 3月31日 - 総社市立新本中学校が廃校。
  - 4月1日 - 新本中学校（新本・久代・山田学区）と総社西中学校の一部（神在・秦学区）を統合し総社市立総社中学校を開校[注釈 2]。当初は旧・新本中学校校舎を使用。
- 1963年（昭和38年）4月10日 - 校舎竣工に伴い総社市秦540番地（現在地）に移転。同日、竣工移転式を挙行。
- 1985年（昭和60年）3月 - 特別教室棟竣工。
- 1995年（平成07年）12月 - 校舎増築（視聴覚教室、普通教室）。
- 2001年（平成13年）8月 - 新体育館竣工。
- 2013年（平成25年）
  - 7月 - 老朽化や耐震対策に伴う建替えのために前年6月から建築していた新校舎（管理・教室棟）および多目的ホール（通称「まさきホール」）が竣工[4]。
  - 9月3日 - 新校舎・多目的ホール引き渡し式[5]。
- 2014年（平成26年）5月13日 - 新校舎・多目的ホール完成記念コンサートを開催[6]。
- 2020年（令和02年） - 旧校舎を解体[7]。
- 2023年（令和05年）5月13日 - 部活動の地域移行を開始。同日「総社中学校、昭和中学校合同部活動開始式」を挙行[8]。

## 校訓
- 自主・誠実・努力

## 部活動
- 野球部
- バレーボール部
- バスケットボール部[8]
- 卓球部
- ソフトテニス部
- 吹奏楽部[8]
- 美術部

1988年3月卒業生のアルバムを見ると当時はサッカー部が存在していたことがうかがえる。

## 著名な卒業生
- 片岡聡一 - 総社市長
- 林和香子 - 元あいテレビアナウンサー

## 通学区域が隣接している学校
- 総社市立昭和五つ星学園義務教育学校
- 総社市立総社西中学校
- 倉敷市立真備東中学校
- 倉敷市立真備中学校
- 矢掛町立矢掛中学校